# Иркутская ТЭЦ-10
Иркутская ТЭЦ−10 — крупнейшая тепловая электростанция (теплоэлектроцентраль) Иркутской области, расположенная в городе Ангарске и входящая в состав ООО «Байкальская Энергетическая Компания». Установленная электрическая мощность — 1110 МВт, тепловая — 563 Гкал/ч.
Иркутская ТЭЦ-10 расположена на юге города, южнее станции Суховская Восточно-Сибирской железной дороги.

## История
Решение о строительстве электростанции, необходимой для обеспечения электрической энергией предприятий Иркутско-Черемховской промышленной зоны, было принято Советом Министров СССР в марте 1954 года. Проектирование теплоэлектроцентрали выполнило Ленинградское отделение института «Теплоэнергопроект».
Первый энергоблок станции был введен в промышленную эксплуатацию в сентябре 1959 года, последний, восьмой по счету — в 1962 году. Строительство тепловой электростанции было связано с развитием промышленности в регионе и с увеличением потребности в тепловой и электрической энергии. Всего на станции за этот период были установлены 7 агрегатов мощностью 150 МВт производства ХТГЗ и один мощностью 60 МВт производства ЛМЗ.
В советское время ТЭЦ-10 считалась одной из самых передовых станций в стране. Впервые в энергетике СССР в проекте был заложен принцип блочной компоновки станции с прямоточными котлами, повышавший степень надёжности станции.

## Общие сведения
ТЭЦ-10 работает в составе Иркутской энергосистемы, входящей в состав объединенной энергосистемы Сибири. Установленная электрическая мощность ТЭЦ-10 составляет 1110 МВт (8 % от суммарной мощности электростанций области и 28 % от мощности ТЭС Иркутскэнерго), это крупнейшая ТЭС Иркутской энергосистемы. Выработка электроэнергии в 2014 году — 2281,7 млн кВт⋅ч, коэффициент использования установленной мощности — всего 23 %.
ТЭЦ-10 является одним из основных источников тепловой энергии системы централизованного теплоснабжения города Ангарска, а также посёлка Мегет. В системе теплоснабжения города также работает Иркутская ТЭЦ-9. Установленная тепловая мощность — 453 Гкал/ч (по другим данным — 563 Гкал/ч). Система горячего теплоснабжения — с открытым водоразбором. Основными крупными промышленными потребителями электро энергии в городе являются Ангарский электролизный химический комбинат, Ангарская нефтехимическая компания, Ангарский завод полимеров.
Основное оборудование ТЭЦ-10:
- теплофикационный турбоагрегат ПТ-60-90/13 мощностью 60 МВт, введённый в эксплуатацию в 1959 году;
- семь конденсационных турбоагрегатов К-150-130 единичной мощностью 150 МВт, введённых в эксплуатацию в 1960—1962 гг.
- два угольных котла ТП-10 единичной паропроизводительностью 220 т/ч;
- 14 угольных котлов ПК-24 единичной паропроизводительностью 270 т/ч.

Основное топливо — уголь, доставляемый железнодорожными составами и складируемый на угольном складе на территории ТЭЦ. Водозабор из реки Ангары.